# Larus dominicanus
Lo zafferano meridionale (Larus dominicanus, Lichtenstein 1758), conosciuto anche come Gabbiano del Kelp, è un uccello della famiglia dei Laridi.

## Sistematica
Sono riconosciute 5 sottospecie di Larus dominicanus:
- L. dominicanus austrinus (Fleming, 1924): Antartide e Isole Antartiche
- L. dominicanus dominicanus (Lichtenstein, 1823): Sud America, Falklands, Sud Georgia, Australia e Nuova Zelanda;
- L. dominicanus judithae (Jiguet, 2002): Isole sub-antartiche dell'Oceano Indiano
- L. dominicanus melisandae (Jiguet, 2002): Madagascar meridionale e sudoccidentale
- L. dominicanus vetula (Bruch, 1853): Africa del Sud

## Distribuzione e habitat
Questo gabbiano vive soprattutto nell'emisfero australe: abita l'Antartide, il Sud America e l'Africa a sud dell'equatore, l'Australia, la Nuova Zelanda e gran parte delle isole dei tre oceani. A nord dell'equatore vive esclusivamente in Senegal, Messico e alcune isole dei Caraibi. È accidentale nel sud degli Stati Uniti e in Mauritania.

## Comportamento
Lo zafferano meridionale è onnivoro come la maggior parte dei gabbiani del genere Larus e sono sia spazzini che cacciatori di piccole prede. Si riuniscono sulle discariche e per questo motivo un loro aumento considerevole è considerato come indicatore di un ambiente degradato. Come altre specie di gabbiano, lo zafferano comune è stato osservato mentre si nutriva sopra balene franche vive. Ma, al contrario delle altre specie, non si limita a staccare la pelle morta che si desquama sulla superficie della balena, ma usa il suo becco potente per beccare in profondità anche di diversi centimetri nella pelle e nel grasso delle balene, lasciando sopra i cetacei delle piaghe larghe e profonde, alcune delle quali raggiungono anche il mezzo metro di diametro. Questo comportamento predatorio è stato documentato per la prima volta nel golfo di San José in Patagonia alla fine degli anni 70, e continua tutt'oggi. Nei siti rocciosi lungo la costa dell'Africa meridionale, come a Boulders Beach a Cape Town, si possono vedere gabbiani del Kelp (Larus dominicanus vetula) che prendono conchiglie e crostacei e volano ripetutamente a diversi metri di altezza per poi lasciarli cadere sulle rocce sottostanti e aprirli. È stato anche riferito che beccano gli occhi dai cuccioli di foca sulla costa della Namibia per poi attaccare le foche accecate in un gruppo.
Nidificano in una depressione superficiale del terreno fiancheggiata da vegetazione e piume. La femmina depone solitamente 2 o 3 uova. Entrambi i genitori nutrono i piccoli.

## Galleria d'immagini

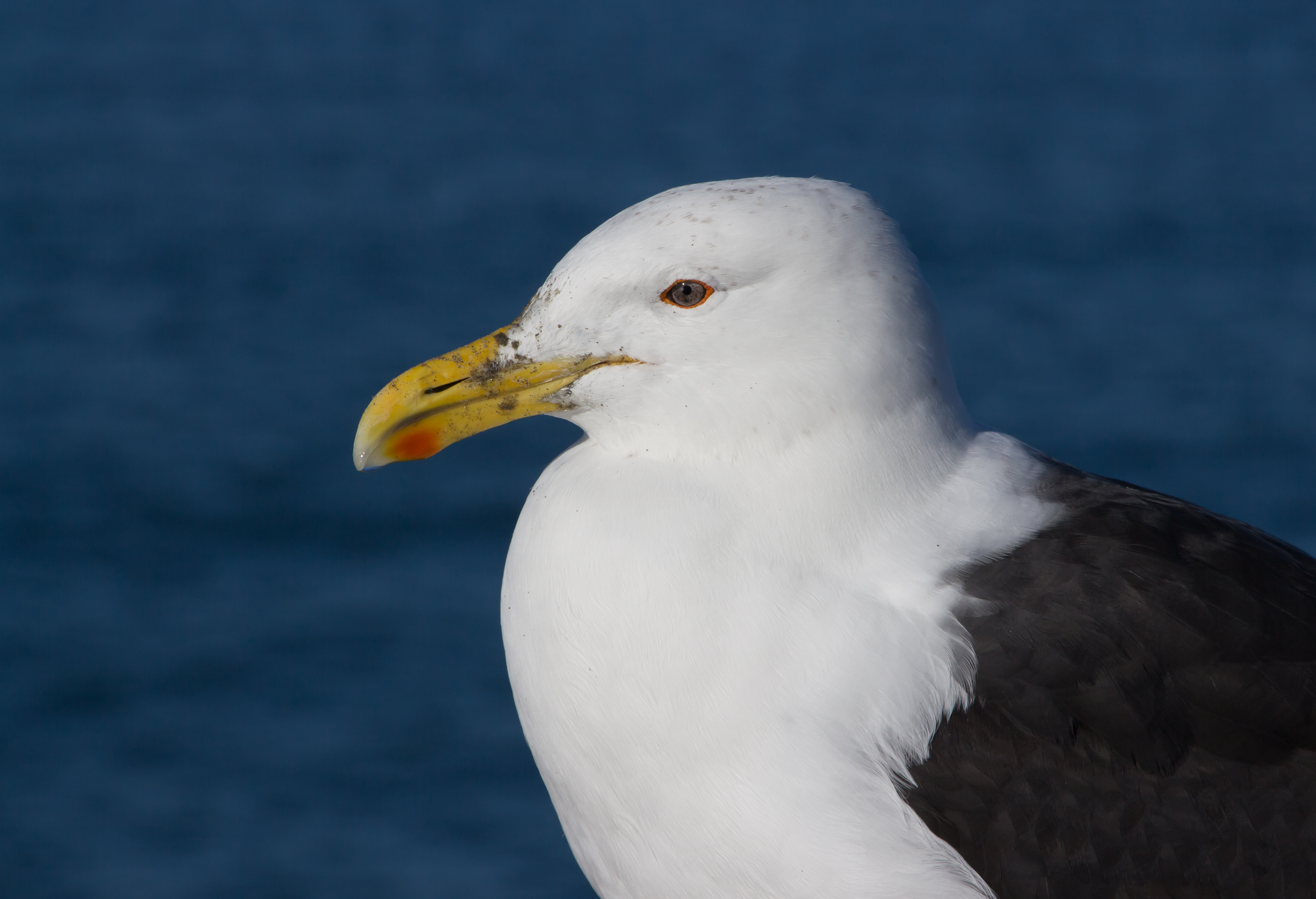
Larus Dominicanus in Nuova Zelanda
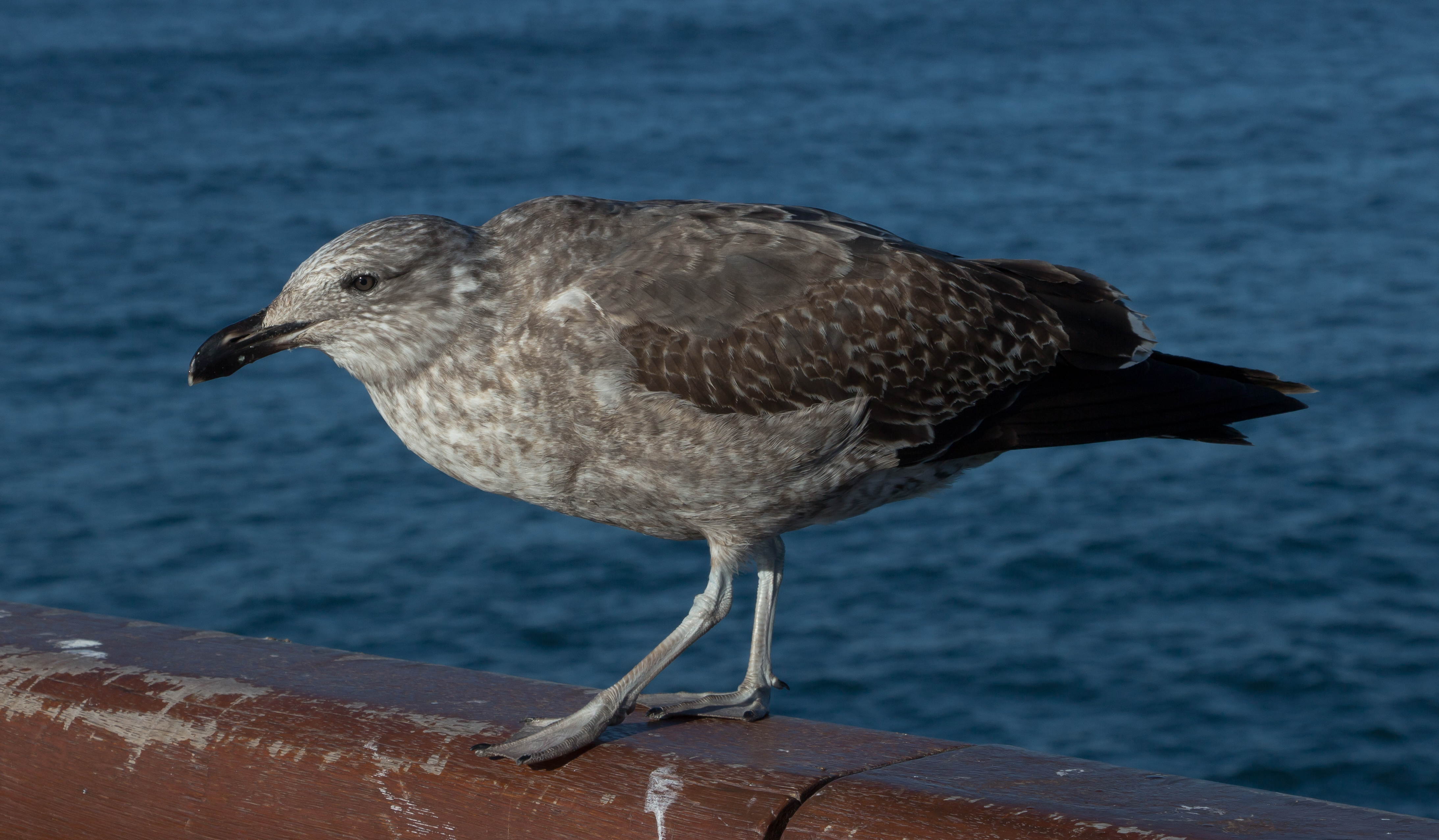
Giovanile in Nuova Zelanda
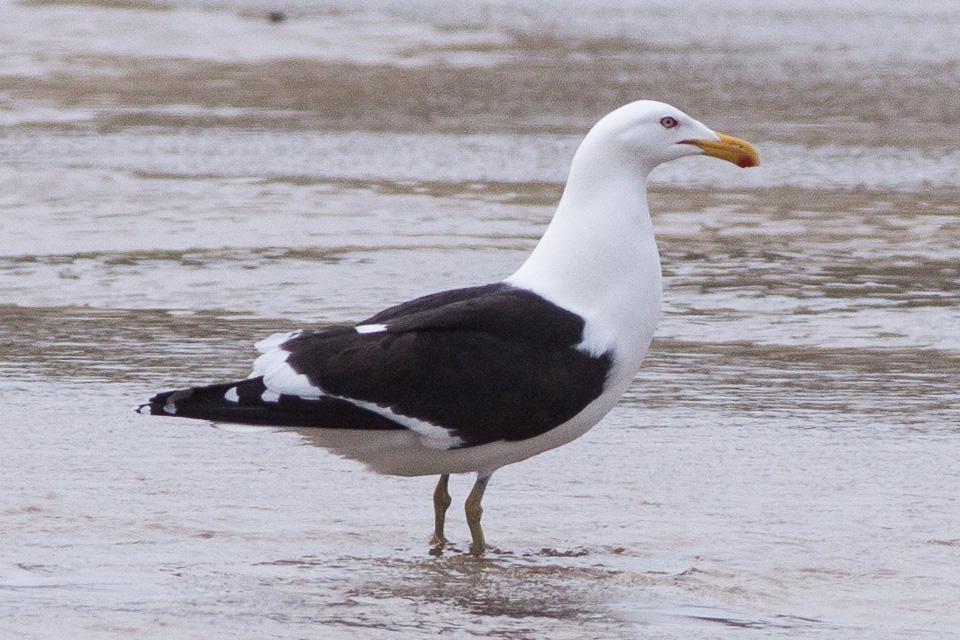
Adulto
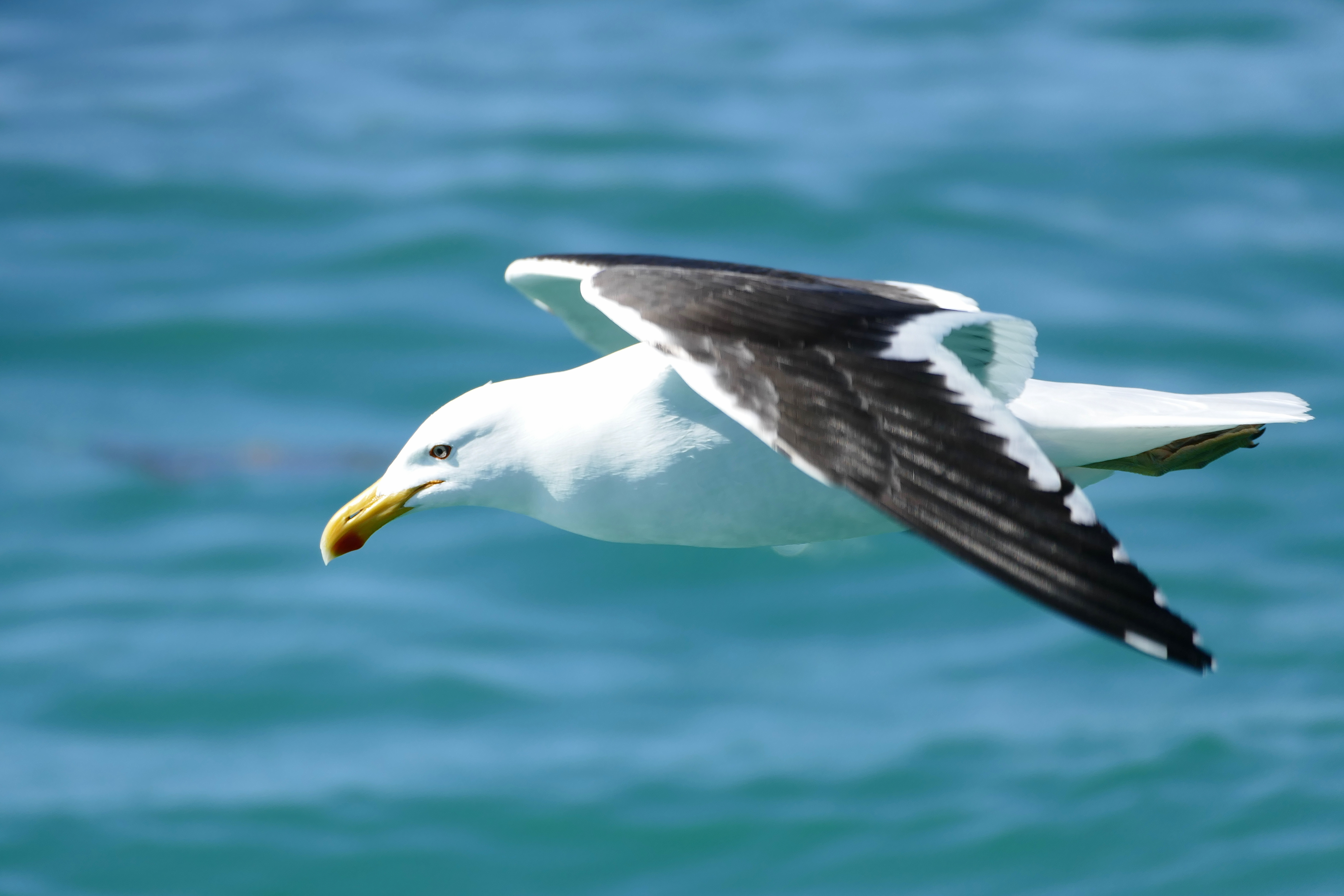
In volo
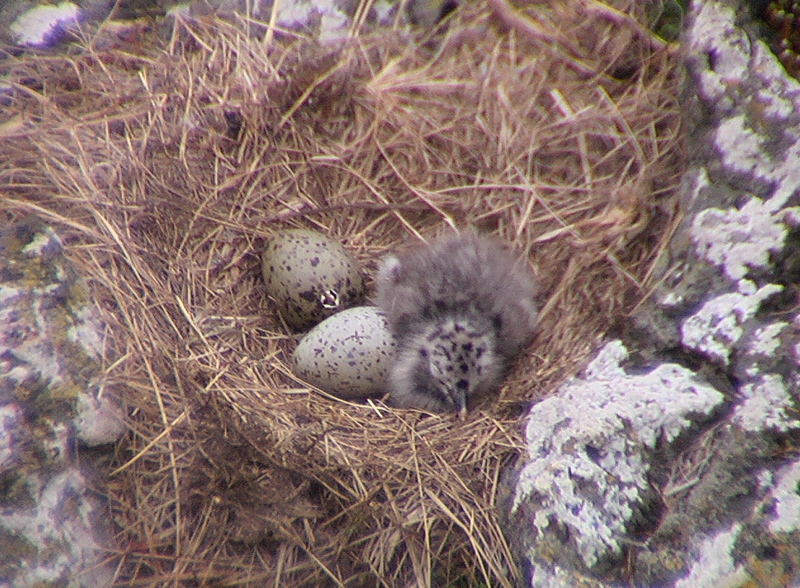
Nido
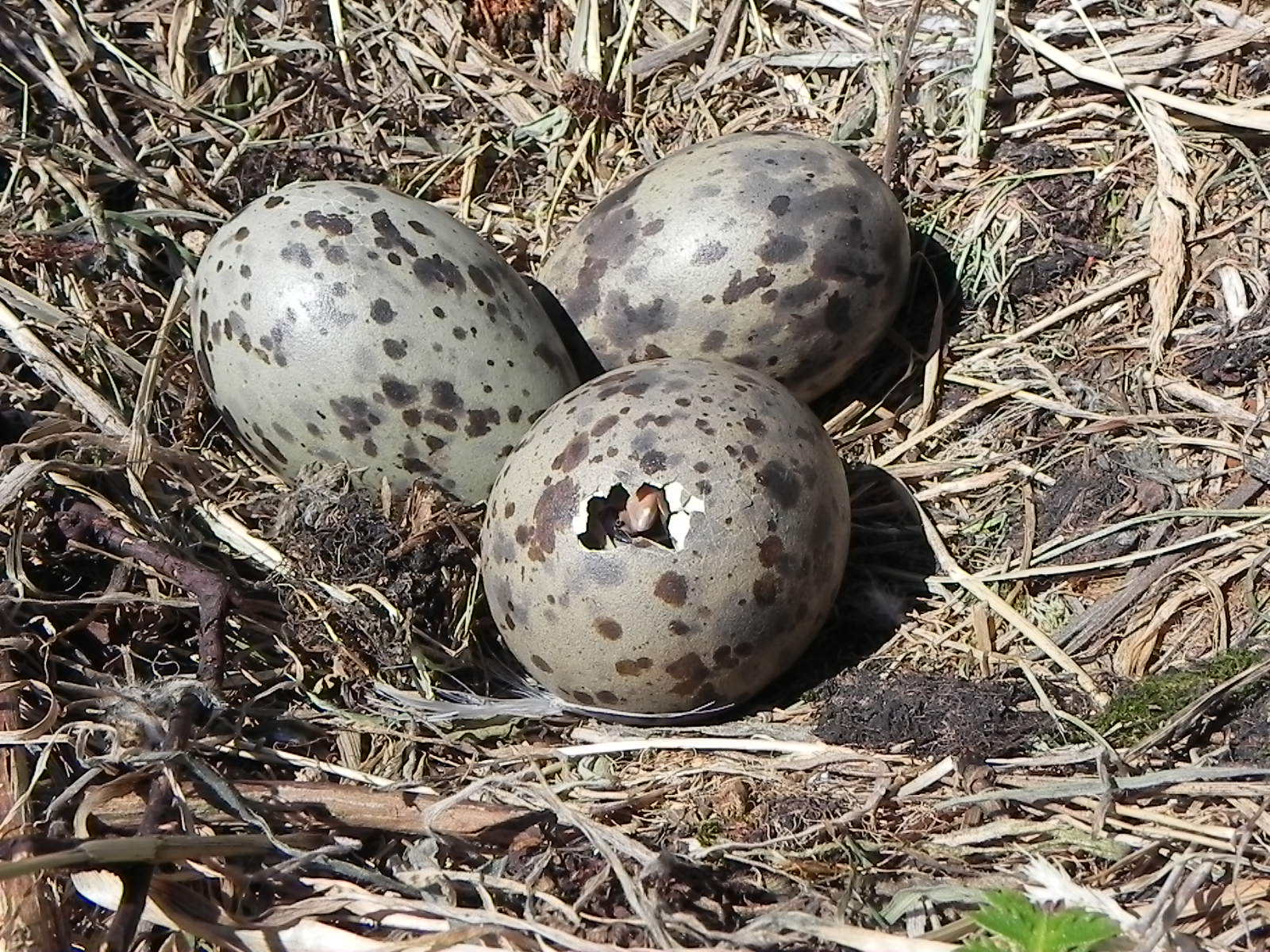
Uova di Larus dominicanus